# Insurgency: Modern Infantry Combat
Insurgency: Modern Infantry Combat è una mod total conversion per il motore grafico Source di Valve. Pubblicata nel 2007, è uno sparatutto tattico multigiocatore in prima persona, concentrandosi sul creare un'esperienza di gioco più realistica rispetto ad altri titoli di quel periodo. Il gioco è principalmente ambientato in Iraq e Afghanistan, in una guerra tra il Corpo dei Marine degli Stati Uniti, e un gruppo di ribelli insurrezionisti.
Il gruppo di sviluppatori dietro Insurgency: Modern Infantry Combat, grazie al successo della mod, fondarono la compagnia New World Interactive nel 2010; un sequel standalone, intitolato Insurgency, fu poi pubblicato nel 2014.

## Modalità di gioco
Il gioco si basa sullo svolgimento di obiettivi presenti sulla mappa, che dovranno essere catturati o difesi. I giocatori sono suddivisi in due fazioni: il Corpo dei Marine degli Stati Uniti, e un gruppo di ribelli ispirati ai talebani, denominati "Insurgents". Ogni fazione è a sua volta suddivisa in squadre di dimensioni minori, e capeggiata da un caposquadra, il quale può richiedere agli altri membri di attaccare, difendere o muoversi verso determinati punti sulla mappa.
Ogni squadra contiene delle classi tra cui scegliere, limitate in numero (es. fuciliere, mitragliere, geniere, etc), le quali permettono di utilizzare armi e attrezzature differenti. Le armi presentano un modello di danno realistico, che tenta di simularne la balistica. Sono anche presenti esplosivi e altre attrezzature monosuo, come granate a frammentazione e fumogene, lanciarazzi e ordigni improvvisati, la cui disponibilità varia in base alla classe scelta.
Nella maggior parte delle modalità di gioco, non è presente un respawn rapido per i giocatori. Invece, il gioco fa uso di un sistema a "ondate di rinforzi", per cui tutti i giocatori eliminati vengono fatti rientrare insieme, alla scadenza di un timer. Le ondate sono limitate in numero, pertanto l'esaurimento di queste, e l'eliminazione di tutti i giocatori rimanenti, comporta la perdita della fazione e la vittoria dell'avversario.

## Sviluppo
Andrew Spearin iniziò lo sviluppo della mod nel 2002, allora sotto il nome Operation: Counter-Insurgency (OPCOIN). Ispirato dalle sue esperienze nell'esercito canadese, l'idea di Spearin fu quella di creare un gioco a squadre realistico, che simulasse in maniera verosimile l'esperienza della fanteria moderna.
Jeremy Blum, fondatore della mod Red Orchestra, si unì al progetto nel 2005, insieme agli altri sviluppatori di Red Orchestra. Blum rinominò il gioco in "Insurgency", poi successivamente noto come Insurgency: Modern Infantry Combat. Iniziò così il lavoro a pieno regime, che culminò con l'uscita nel 2007. Vari aggiornamenti furono distribuiti negli anni a seguire, portando nuovi contenuti e miglioramenti al gioco.

## Sequel
Nel 2012, gli sviluppatori annunciarono l'inizio dei lavori a un successore, denominato "Insurgency 2", e la creazione di un sito web per il franchise di Insurgency.
Il gioco fu poi rinonimato Insurgency, e pubblicato su Steam in accesso anticipato, a marzo 2013. 10 mesi dopo, fu ufficialmente pubblicato il 22 gennaio 2014.